# Solanum vansittartense
Solanum vansittartense är en potatisväxtart som beskrevs av Charles Austin Gardner. Solanum vansittartense ingår i släktet skattor som ingår i familjen potatisväxter. Inga underarter finns listade i Catalogue of Life.